# James Aloysius O’Gorman

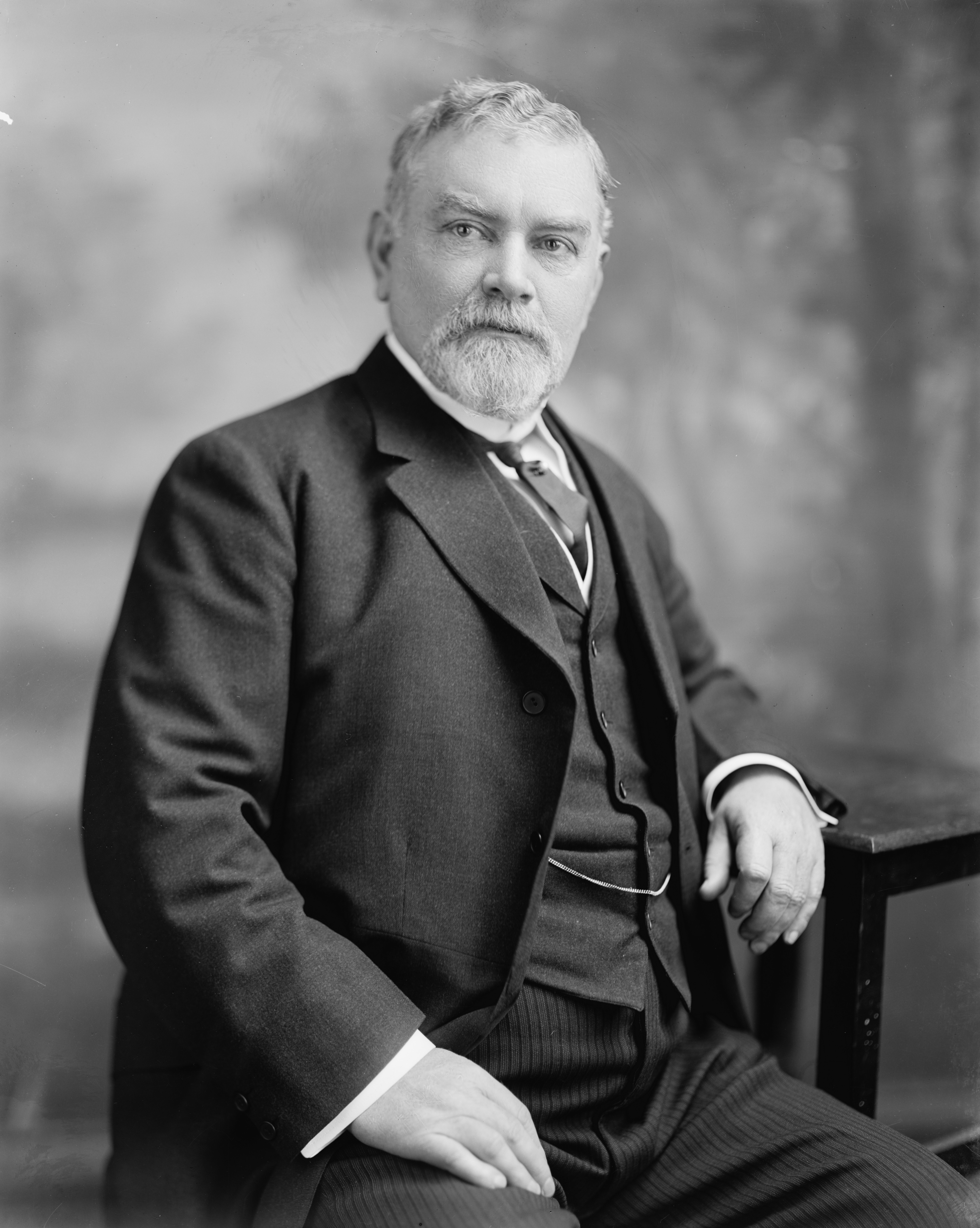
James Aloysius O’Gorman

James Aloysius O’Gorman (* 5. Mai 1860 in New York City; † 17. Mai 1943 ebenda) war ein US-amerikanischer Jurist und Politiker (Demokratische Partei), der den Bundesstaat New York im US-Senat vertrat.
James O’Gorman besuchte zunächst die öffentlichen Schulen seiner Heimatstadt und danach das College of the City of New York. 1882 machte er seinen juristischen Abschluss an der New York University, woraufhin er im selben Jahr in die Anwaltskammer des Staates aufgenommen wurde. Von 1893 bis 1899 gehörte er dem Bezirksgericht von New York an, ehe er zum Richter am New York Supreme Court gewählt wurde, wo er von 1900 bis 1911 verblieb.
Zum US-Senator wurde O’Gorman als ein Kompromisskandidat. Zu dieser Zeit wurde die Wahl noch von den Parlamenten der jeweiligen Bundesstaaten vorgenommen, wobei die Demokratische Partei sowohl im Repräsentantenhaus als auch im Senat von New York die Mehrheit hatte. Damit war eine Wiederwahl des republikanischen Senators Chauncey Depew unwahrscheinlich. Demokratischer Kandidat für die Nachfolge war der ehemalige Vizegouverneur William F. Sheehan, den Charles Francis Murphy, Chef der einflussreichen „Parteimaschine“ Tammany Hall, maßgeblich unterstützte. Allerdings formierte sich eine 19-köpfige Gruppe von demokratischen Parlamentsmitgliedern um Staatssenator Franklin D. Roosevelt, die sich nicht von externen Personen ihre Entscheidung vorschreiben lassen wollten und daher Sheehans Wahl ablehnten.
Die Abstimmung geriet folglich in eine Sackgasse. Sheehan erzielte zwar eine Mehrheit, doch diese war nicht absolut und reichte zur Wahl damit nicht aus. Drei Monate lang erfolgte täglich außer sonntags ein Wahlgang, doch keiner führte zur Entscheidung. Nach 62 erfolglosen Versuchen – während dieser Zeit kam die eigentliche Parlamentsarbeit praktisch völlig zum Stillstand – schlug „Boss“ Murphy schließlich Richter O’Gorman vor, der in der ersten fraktionsinternen Abstimmung der Demokraten am 27. März erstmals eine Stimme erhalten hatte. Nachdem die Einigung auf ihn erfolgt war, wurde O’Gorman am 31. März mit 112 von 192 Stimmen zum neuen Senator gewählt. Er legte noch am selben Tag sein Richteramt nieder.
O’Gormans Senatslaufbahn verlief weniger spektakulär als seine Wahl. Er absolvierte eine sechsjährige Amtsperiode im Kongress, während der er Mitglied des Justizausschusses und Vorsitzender des Committee on Interoceanic Canals war. Zur Wiederwahl, die durch den 17. Verfassungszusatz erstmals in der Hand der Bürger lag, trat er nicht an; das Mandat fiel an den Republikaner William M. Calder. O’Gorman arbeitete danach als Anwalt in New York und war außerdem Kurator der New York University sowie des College of New Rochelle. Er stand der New York County Lawyers’ Association vor und wurde 1934 zum amtlichen Schlichter am New York Supreme Court ernannt, was er bis zu seinem Tod am 17. Mai 1843 blieb.